# Cuphea delicatula
Cuphea delicatula är en fackelblomsväxtart som beskrevs av T. S. Brandegee. Cuphea delicatula ingår i släktet blossblommor, och familjen fackelblomsväxter. Inga underarter finns listade i Catalogue of Life.